# Hồ Tấn Tài
Hồ Tấn Tài (sinh ngày 6 tháng 11 năm 1997) là một cầu thủ bóng đá chuyên nghiệp người Việt Nam hiện đang thi đấu ở vị trí hậu vệ phải cho câu lạc bộ V.League 1 Becamex Bình Dương và đội tuyển bóng đá quốc gia Việt Nam.
Anh từng đại diện cho Việt Nam tham dự FIFA U-20 World Cup 2017 và Cúp bóng đá châu Á 2019.

## Tiểu sử
Hồ Tấn Tài quê gốc ở xã Ân Tường Tây, huyện miền núi Hoài Ân, tỉnh Bình Định. Anh có niềm đam mê với trái bóng tròn từ nhỏ và rất tích cực tham gia các giải bóng đá nhi đồng cấp trường, cấp huyện. Tấn Tài gia nhập Trường Năng khiếu thể thao Bình Định từ năm 11 tuổi.

## Sự nghiệp
Hồ Tấn Tài chính thức được biết đến từ vòng chung kết U21 Quốc gia năm 2015, giải đấu mà U21 Bình Định cán đích ở vị trí thứ 3. Sau giải đấu này, Tấn Tài được huấn luyện viên Hoàng Anh Tuấn triệu tập lên đội tuyển U-19 Việt Nam tham dự giải bóng đá U-19 Đông Nam Á 2015.
Sau khi giúp câu lạc bộ Bình Định thăng hạng Nhất vào năm 2018, Tấn Tài chuyển đến thi đấu cho Becamex Bình Dương. Tại sân Gò Đậu, sự nghiệp của Tấn Tài như “diều gặp gió”, mà đỉnh điểm là việc được HLV Park Hang-seo triệu tập vào đội tuyển quốc gia Việt Nam chuẩn bị cho trận tái đấu Jordan tại vòng loại ASIAN Cup 2019. 
Năm 2023, Tấn Tài chuyển đến thi đấu cho Công an Hà Nội, góp phần giúp Công an Hà Nội vô địch V.League 1 2023.
Năm 2024, Tấn Tài chuyển đến thi đấu cho đội bóng cũ Becamex Bình Dương.

## Thống kê sự nghiệp

### Câu lạc bộ
Tính đến ngày 25 tháng 2 năm 2022
| Câu lạc bộ          | Mùa giải       | Giải đấu       | Giải đấu | Giải đấu | Cúp quốc gia | Cúp quốc gia | Cúp châu lục | Cúp châu lục | Khác | Khác | Tổng cộng | Tổng cộng |
| Câu lạc bộ          | Mùa giải       | Hạng           | Trận     | Bàn      | Trận         | Bàn          | Trận         | Bàn          | Trận | Bàn  | Trận      | Bàn       |
| ------------------- | -------------- | -------------- | -------- | -------- | ------------ | ------------ | ------------ | ------------ | ---- | ---- | --------- | --------- |
| Becamex Bình Dương  | 2018           | V.League 1     | 24       | 1        | 4            | 0            | 0            | 0            | 1    | 0    | 29        | 1         |
| Becamex Bình Dương  | 2019           | V.League 1     | 22       | 2        | 3            | 1            | 8            | 0            | 0    | 0    | 33        | 3         |
| Becamex Bình Dương  | 2020           | V.League 1     | 18       | 3        | 2            | 1            | 0            | 0            | 0    | 0    | 20        | 4         |
| Becamex Bình Dương  | Tổng cộng      | Tổng cộng      | 64       | 6        | 9            | 2            | 8            | 0            | 1    | 0    | 82        | 8         |
| Topenland Bình Định | 2021           | V.League 1     | 11       | 3        | 1            | 0            | 0            | 0            | 0    | 0    | 12        | 3         |
| Topenland Bình Định | 2022           | V.League 1     | 2        | 0        | 0            | 0            | 0            | 0            | 0    | 0    | 2         | 0         |
| Topenland Bình Định | Tổng cộng      | Tổng cộng      | 13       | 3        | 1            | 0            | 0            | 0            | 0    | 0    | 14        | 3         |
| Tổng sự nghiệp      | Tổng sự nghiệp | Tổng sự nghiệp | 77       | 9        | 10           | 2            | 8            | 0            | 1    | 0    | 96        | 11        |

1. ↑  Ra sân tại Siêu cúp Quốc gia
2. ↑  Số trận ra sân tại AFC Cup

### Đội tuyển quốc gia
Tính đến ngày 21 tháng 9 năm 2022.
| Việt Nam  | Việt Nam | Việt Nam  |
| Năm       | Số trận  | Bàn thắng |
| --------- | -------- | --------- |
| 2021      | 8        | 1         |
| 2022      | 8        | 3         |
| Tổng cộng | 16       | 4         |

### Bàn thắng quốc tế
| #  | Ngày                 | Địa điểm                                                 | Đối thủ    | Bàn thắng | Kết quả | Giải đấu                 |
| -- | -------------------- | -------------------------------------------------------- | ---------- | --------- | ------- | ------------------------ |
| 1. | 7 tháng 10 năm 2021  | Sân vận động Sharjah, Dubai, UAE                         | Trung Quốc | 1–2       | 2–3     | Vòng loại World Cup 2022 |
| 2. | 1 tháng 2 năm 2022   | Sân vận động Quốc gia Mỹ Đình, Hà Nội, Việt Nam          | Trung Quốc | 1–0       | 3–1     | Vòng loại World Cup 2022 |
| 3. | 21 tháng 9 năm 2022  | Sân vận động Thống Nhất, Thành phố Hồ Chí Minh, Việt Nam | Singapore  | 3–0       | 4–0     | Giải Hưng Thịnh 2022     |
| 4. | 21 tháng 12 năm 2022 | Sân vận động Quốc gia Lào mới, Viêng Chăn, Lào           | Lào        | 3–0       | 6–0     | AFF Cup 2022             |

## Thành tích

### Câu lạc bộ
Becamex Bình Dương
- Cúp Quốc gia:

 Vô địch: 2018
- Siêu cúp Quốc gia:

 Á quân: 2018
Công an Hà Nội
- V. League 1:

 Vô địch: 2023
TopenLand Bình Định
- Cúp Quốc gia:

 Á quân: 2022
- V. League 1:

 Hạng 3: 2022

### Đội tuyển
U-19 Việt Nam
- Giải vô địch U-19 châu Á:

 Hạng 3: 2016
- Giải vô địch U-19 Đông Nam Á:

 Hạng 3: 2016
U-22 Việt Nam
- Đại hội Thể thao Đông Nam Á:

 Huy chương vàng: 2019
Việt Nam
- Giải vô địch bóng đá ASEAN:

 Vô địch: 2024
 Á quân: 2022